# Велика четвірка (британські залізничні компанії)
Велика четвірка (англ. Big Four) - загальноприйнята назва чотирьох найбільших залізничних компаній  Великої Британії в 1923 — 1947 рік. 
Назву вперше використав журнал The Railway Magazine у номері за лютий 1923 року: «Велика четвірка нової залізничної ери» (англ. The Big Four of the New Railway Era).
У «Велику четвірку» входили:
- Great Western Railway[en] (GWR)
- London, Midland and Scottish Railway[en] (LMS)
- London and North Eastern Railway[en] (LNER)
- Southern Railway

Ці компанії були утворені з дрібніших залізниць відповідно до Закону про залізниці 1921 року, що здобув чинності 1 січня 1923 року.
1 січня 1948 року відповідно до закону про транспорт 1947 року залізничні компанії Великої Британії були націоналізовані, увійшовши до складу єдиної компанії British Railways.

## Опис
Три найбільші компанії: GWR, LMS і LNER — займалися перевезенням вантажів (насамперед вугілля) та пасажирськими перевезеннями далекого прямування. «Southern Railway», навпаки, надавала перевагу місцевим пасажирським перевезенням, які, незважаючи на менший розмір компанії, становили понад чверть загального пасажиропотоку Великої Британії. 
Це пояснюється тим, що до зони відповідальності компанії увійшли численні залізничні лінії у передмісті Лондона, а також в інших густонаселених частинах країни. 
Для зниження витрат SR проводила активну політику електрифікації.
GWR була єдиною компанією, яка зберегла фірмовий стиль, поширивши його на всі поглинені компанії. 
Інші дотримувалися принципу збереження за поглиненими компаніями найпопулярніших фірмових стилів. 
SR зберегла децентралізацію, не об'єднуючи три залізничні мережі, що дісталися їй у спадок. 
LMS довго намагалася нівелювати різні традиції, особливо в локомотивобудуванні, впоравшись із цим питанням лише до 1932 року, коли головним механіком компанії був призначений Вільям Станір, який прийшов із GWR. 
LNER так і не спромоглася стати прибутковою — цей факт частково пояснюється величезними боргами, отриманими у спадок від Great Central Railway, яка здійснила витратний проект з розширення мережі до Лондона.

## Спільна діяльність
Хоча номінально залишаючись конкурентами, чотири компанії разом працювали над проектами, що мають значення для залізничної галузі загалом.
Під час Другої світової війни керівництво залізничними компаніями було об'єднано, і вони діяли як єдине ціле під керівництвом Залізничного виконавчого комітету. 
Уряд уклав із залізницями договір з 1 січня 1941 року до закінчення року після закінчення війни. 
Натомість виплачувалася фіксована річна сума 43 468 705 фунтів стерлінгів, яка ділилася між компаніями за встановленою формулою. 

Залізничну комісію очолив Ернест Лемон, до її завдань входило повоєнне планування та реконструкція залізниць. 
У комісії також працювали представники «Великої четвірки» та Лондонської ради з пасажирського транспорту. 

## Спільні лінії
Кожна компанія спільно з однією і більше компаніями використовувала деякі лінії — ситуацію виникла, коли колишні співвласники цих ліній опинилися у різних об'єднаних компаніях. 
Більшість таких ліній розташовувалося поблизу меж між двома і більше підприємств, але існували значні лінії й у глибині залізничних зон.
Після об'єднання кількість спільно використовуваних ліній була значно скорочена, але помітна кількість залишилася, у тому числі «Cheshire Lines Committee», «Forth Bridge Railway Company», «Midland and Great Northern Joint Railway» (усі спільно використовувалися LMS та LNER), «Somerset and Dorset Joint Railway» (спільно використовувалися LMS та SR). «Midland and Great Northern Joint Railway» завдовжки понад 290 км була найбільшою спільно експлуатованою залізничною мережею у Великій Британії, вона прямувала від Пітерборо до узбережжя Східної Англії. 
Мережа повністю перейшла у володіння LNER в 1936 році. 
«Somerset and Dorset Joint Railway» сполучала Бат та Борнмут, на решті території у цій зоні домінувала GWR. 
При цьому LMS на цій лінії відповідала за локомотиви, а SR — за інфраструктуру. 
Спочатку залізниця використовувала власні локомотиви, але 1930 року вони увійшли до парку LMS. 
Подальше спрощення залізничної мережі, необхідність якого йшлося протягом багато часу, був досягнуто аж до націоналізації. 
До цього часу у спільному використанні залишається «Fishguard & Rosslare Railways & Harbours Company», яка після проголошення незалежності Ірландії набула міжнародного характеру.

### Дорожній транспорт
«Велика четвірка» успадкувала розвинену мережу автобусних маршрутів, якими пасажири добиралися до станцій. 
Після 1928 року залізничні компанії стали скуповувати більшість акцій у місцевих автобусних компаніях, таких як «Bristol Tramways and Carriage Company», «Crosville та United Automobile Services.» 
Проте участь залізничних компаній у автобусних підприємствах зазнала змін у період 1928—1930 років. 
Юридичні повноваження залізничників виконувати автобусні перевезення були сумнівні, і їх визначення було прийнято закон, і залізниці були позбавлені права набувати контрольні пакети автобусних компаній. 
Це призвело до укладання партнерських угод з автобусними групами: «British Electric Traction», «Scottish Motor Traction Thomas Tilling» та «National Omnibus and Transport Company» (останню незабаром поглинув «Tilling»).
. 
Загальні інвестиції в автобусні підприємства торкнулися 33 компаній. 

Там, де залізничні перевезення здійснювала лише одна компанія, договори були двосторонніми. 
Коли ж у регіоні діяли дві компанії, вони обидві купували міноритарні пакети та укладали багатосторонню угоду. 
Так, наприклад, вийшло з «Devon General» і «Thames Valley Traction» (спільно GWR та SR), «Crosville» та «Midland Red» (спільно GWR та LMS), «Eastern Counties», «Eastern National», «East Midland Motor Services», «Hebble Motor Services», «Lincolnshire Road Car», «Trent Motor Traction», «West Yorkshire Road Car», «Yorkshire Traction» та «Yorkshire Woollen District Transport» (спільно LMS та LNER) 
ref name="Hibbs" />. 
LMS і LNER разом із місцевою адміністрацією увійшли до складу Об'єднаних автобусних комітетів Галіфакса та Шеффілда.
У жовтні 1933 року залізничні компанії придбали «Hay's Wharf Cartage Company Ltd.», якій належали транспортні компанії «Pickfords» і «Carter Paterson». 

### Інша діяльність
Авіаперевезення стали ще одним напрямком співпраці. GWR, LMS та SR придбали «British and Foreign Aviation, Ltd.» "Велика четвірка" спільно з «Imperial Airways» сформувала «Railway Air Services Ltd. Channel Island Airways, Ltd.» та її дочірні підрозділи «Jersey Airways, Ltd.» та «Guernsey Airways, Ltd.» повністю належить GWR та SR. 

## У складі British Railways

E — Східний регіон
NE — Північно-східний регіон
LM — Лондонсько-Мідлендський регіон
S — Південний регіон
Sc — Шотландський регіон
W — Західний регіон

Зони діяльності компаній «Великої четвірки» у складі «British Railways» були перетворені на залізничні регіони:
- GWR стала Західним регіоном;
- англійська та валлійська частини LMS стали Лондонсько-Мідлендським регіоном;
- північно-східна зона LNER стала Північно-Східним регіоном;
- англійська частина LNER (колишня південна зона), що залишилася, стала Східним регіоном
- SR стала Південним регіоном
- зони LMS та LNER у Шотландії були об'єднані у Шотландський регіон;
- «LMS Northern Counties Committee», що належав, у Північній Ірландії був переданий щойно створеній Транспортній адміністрації Ольстера і залишається відокремленим від британської залізничної мережі до теперішнього часу.

Регіони, що в 1950-ті роки отримали значні повноваження у вигляді установи Регіональних залізничних рад, припинили діяльність після реформи 1980-х років та були остаточно скасовані у період перед приватизацією залізниць в 1992 році.